# Target Corporation
A Target Corporation (vagy egyszerűen csak Target) egy amerikai üzletlánc. Legnagyobb riválisa a Walmart, de vetélytársnak számít a Costco és a Kmart is. A Walmarttal ellentétben a Target inkább a fiatalokat célozza meg imázsával.

## Története
George Dayton üzletember alapította. A cég története 1902-re vezethető vissza, mikor Dayton meggyőzte a "Reuben Simon Goodfellow Company" céget, hogy a Goodfellow áruház az ő kezébe kerülhessen, de a vállalat tulajdonosa visszavonult, és így Dayton-ra maradt az üzlet irányítása. Egy évvel később, 1903-ban "Dayton Dry Goods Company"re változott a név, amely 1910-ben egyszerűen csak Dayton Company-re rövidült. A terjeszkedés első jeleként megvették a J.B. Hudson & Sons nevű ékszerboltot az 1929-es tőzsdei válság előtt. Dayton 1938-ban elhunyt, a vállalat irányítását fia, Nelson vette át. 1950-ben Nelson is elhunyt, így az ő fia, Donald irányítása alá került a cég. Az 1950-es években megszerezték a "Lipman's" nevű áruházláncot is.
John F. Geisse üzletember irányítása alatt nyílt meg az első "Target" nevű üzletlánc 1962-ben. 1966-ban alapították a B. Dalton Bookseller könyvesboltot, leányvállalatként. 1967-ben Dayton Corporation lett a vállalat neve, illetve nyilvános részvénytársasággá (public company) váltak. 1969-ben egyesültek a J.L. Hudson nevű áruházzal, így megalakult a Dayton-Hudson Corporation. A céghez a következő áruházak tartoztak: Target, Diamond's, Hudson's, Lipman's és John A. Brown. 1979-ben a "Marshall Fields" cég megvette a Dayton-Hudson-tól a Lipman's áruházakat. 
2000-ben változott Target Corporation-re a vállalat neve. 2005-ben Indiában is nyitottak üzleteket, Bangalore-ban. A Target legnagyobb bukásának a 2013-tól 2015-ig működött kanadai leányvállalata, a Target Canada számított. A fő okok a magasabb árak és az anyavállalathoz mérten kevesebb mennyiségű termékek árusítása voltak.
A cég főhadiszállása a Minnesota állambeli Minneapolisban található. Egy felmérés szerint az amerikai állampolgárok 96%-a felismeri az áruház "célpont" logóját. A vállalat nevét időnként az emberek viccből "tárzséjnak" (IPA: /tɑːrˈʒeɪ/) ejtik. A franciás kiejtés eredete 1962-re nyúlik vissza, amikor a Target "Miss Targé" néven árult cipőket. Ennek hatására sokan azt hitték, hogy az áruház francia tulajdonban van. A mű-francia kiejtés hatására a vállalat 2006-ban a "Brand Central LLC" céggel közreműködve árult ruhákat, amely a "Target Couture" nevet kapta. A "Target" nevet "Targét" írásmóddal kellett írni ez esetben, hogy még franciásabbnak tűnjön. A Targét Couture ruhák viszont nem a Target áruházakban voltak elérhetőek, hanem az "Intuition" elnevezésű Los Angeles-i áruházban.
A cég szponzorációjáról is ismert lett, főleg a Nascar és az IndyCar versenysorozatokat szponzorálták.
Különlegesség, hogy ezen a néven működik egy ausztrál áruházlánc is, de a neven kívül semmi köze nincs az amerikai Target-hez.